# 부인 (심리학)
일반적인 한국어 사용 시의 부인(否認)은 성명이나 주장이 사실이 아니라고 주장하는 것이다. 또한 같은 단어인 자제(독일어: Verneinung)는 사람이 받아 들여야 할 너무 불편하고 압도적인 흔적이 될 수 있음에도 불구하고 사실에 직면하는 대신에 사실이 아니라고 주장하고 거부하는 것이다. 이것은 정신분석학자 지그문트 프로이트에 의해 가정된 심리학적 방어 기제 개념이다.
이 소재는 이렇게 사용된다.
- 간단 부인 : 자신에게 있는 모든 불쾌한 사실의 현실성을 부인한다.
- 행동화 : 자신에게 있는 불쾌한 사실 중 금지된 행동은 의식에서 인정하려고 하지만 무의식 중의 부인으로 자신도 모르게 금지된 행동을 하게 된다.
- 최소화 : 자신에게 있는 모든 사실을 인정하지만, 그 심각성을 부인한다 (부인과 합리화의 조합:부인적인 사건을 극도로 좋게 해석)
- 투영 : 사실과 심각성을 모두 인정하지만, 타인을 책망함으로써 그 사실과 심각성에 대한 책임을 회피한다.

## 유형

### 사실 부인(Denial of fact)
이러한 부인 유형은 속임수를 통해 사실을 회피한다. 이러한 거짓말은 완전한 거짓말(위임commission), 이야기를 날조하고자 일부 내용을 생략(생략omission), 잘못 승인하거나 동의하는 것(찬성assent)이 있다. 자신이나 타인에게 고통을 줄 수 있다고 보는 사실을 회피하는 거짓말을 흔히 사용한다.

### 책임 부인(Denial of responsibility)
이는 다음과 같이 개인의 책임을 회피하는 것을 말한다.
- 책망(blaming) : 책망받을 만한 일을 바꾸는 직접적인 진술을 말하며, 사실 부인과 중첩될 수 있다.
- 최소화(minimizing) : 어느 한 행동의 효과나 결과를 사실보다 덜 해로운 것으로 보이게 함
- 합리화(justifying) : 어느 한 상황에서 옳다는 생각으로 인해 자신의 선택을 수용할 수 있다고 하는 시도
- 퇴행(regression) : 자신의 나이에 걸맞지 않는 행동을 함[4]

책임 부인 유형은 자신에 대한 주의를 다른데로 돌림으로써 피해나 고통을 회피하려 한다.

### 충격 부인(Denial of impact)
충격 부인은 자신의 행동이 자신이나 타인에게 끼친 해를 생각하거나 이해하는 것을 회피한다. 즉 결과의 부인(denial of consequences)이다. 이는 죄책감을 느끼는 것을 피하게 하고 후회나 타인에 대한 공감을 차단할 수 있다. 충격 부인은 잘못된 결정에 대한 고통이나 손해의 느낌을 줄이거나 없앤다.

### 인식 부인(Denial of awareness)
인식 부인은 완화시키는 변수에 의해 인식하는 정도가 억제된다고 주장함으로써 고통을 환기한다. 이는 약물이나 알코올 남용이 하나의 요인이 되는 중독(addiction)에서 전형적으로 보이지만, 종종 정신 건강 문제나 정신건강 문제를 치료하는 약제에 관련하여서도 보인다. 또한 인식 부인은 책임 부인과도 중첩된다.

## 유사한 심리현상
- 사고 억제의 역설적 효과

## 같이 보기
- 기후 변화 부정
- 닫힌 원
- 출궤
- 인지부조화
- 확증편향
- 은폐
- 부정 암호
- 부정주의
- 강제집행
- 가스라이팅
- HIV/AIDS 부정주의
- 홀로코스트 부인
- 거짓말
- 도덕맹
- 자기애 방위 순서
- 무사과 사과
- 무부정 부정
- 타당한 듯한 부정
- 예의 바른 허구
- 심리 조종술
- 자기기만
- 자기 실현적 예언
- 부정의 정치
- 의도적 실명
- 심적외상
- 트라우마

## 참고 도서
- Sharot, T.; Korn, C. W.; Dolan, R. J. (2011). “How unrealistic optimism is maintained in the face of reality”. 《Nature Neuroscience》 14 (11): 1475–9. doi:10.1038/nn.2949. PMC 3204264. PMID 21983684.
- Izuma, K.; Adolphs, R. (2011). “The brain's rose-colored glasses”. 《Nature Neuroscience》 14 (11): 1355–6. doi:10.1038/nn.2960. PMID 22030541.
- Travis, A. C.; Pawa, S.; LeBlanc, J. K.; Rogers, A. I. (2011). “Denial: What is it, how do we recognize it, and what should we do about it?”. 《The American Journal of Gastroenterology》 106 (6): 1028–30. doi:10.1038/ajg.2010.466. PMID 21637266.
- Vos, M. S.; de Haes, H. J. C. M. (2011). “Denial indeed is a process”. 《Lung Cancer》 72 (1): 138. doi:10.1016/j.lungcan.2011.01.026. PMID 21377573.